# Holomelina choriona
Holomelina choriona là một loài bướm đêm thuộc phân họ Arctiinae, họ Erebidae.